# Puente Kendall
El Puente Kendall (en inglés: Kendall Bridge) es un puente en el sur del distrito de Stann Creek en Belice. Se extiende sobre el río Sittee.
En junio de 2008 el puente fue destruido por la tormenta tropical Arthur. Un puente provisional fue colocado sobre el río, pero este puente era bajo y estaba sujeta a la inmersión durante las fuertes lluvias.
En agosto de 2012, el nuevo puente Kendall fue colocado en su lugar. Fue fabricado y montado en el Reino Unido, y luego desmantelado y enviado a Belice. El nuevo puente es un puente de viga de acero con una cubierta de hormigón. Se extiende por 300 pies (91 metros).